# Afrixalus lindholmi
Espèce
Synonymes
- Megalixalus lindholmi Andersson, 1907

Statut de conservation UICN

 DD  : Données insuffisantes
Afrixalus lindholmi est une espèce d'amphibiens de la famille des Hyperoliidae.

## Répartition
Cette espèce est endémique du Cameroun. Elle se rencontre à Bibundi dans la région du Sud-Ouest,.

## Étymologie
Cette espèce est nommée en l'honneur de Wilhelm Adolf Lindholm (1874-1935).

## Publication originale
- Andersson, 1907 : Verzeichnis einer Batrachiersammlung von Bibundi bei Kamerun des Naturhistorischen Museums zu Wiesbaden. Jahrbücher des Nassauischen Vereins für Naturkunde, vol. 60, p. 228-245 (texte intégral).